# Liste des chefs du gouvernement luxembourgeois

Grandes armoiries du Grand-Duché de Luxembourg.

Cette page dresse la liste des Premiers ministres du Luxembourg par ordre chronologique depuis le XIXe siècle.
Le Premier ministre du Luxembourg est le chef du gouvernement. Le titulaire du poste choisit les autres membres de son gouvernement et préside les réunions du Conseil de gouvernement.
L'ancien gouverneur Gaspard-Théodore-Ignace de La Fontaine est considéré comme le premier chef du gouvernement, la fonction qu'il exerce est celle de président du Conseil de gouvernement. En 1857, le titre de la fonction est raccourci au profit de « Président du gouvernement ». En 1915, à la suite de la mort de Paul Eyschen, Mathias Mongenast le remplace en tant que « président du Conseil de gouvernement faisan-fonction ». Ce n'est que depuis le 14 juillet 1989 et Jacques Santer que le chef du gouvernement porte officiellement le titre de « Premier ministre ».

## Liste des chefs du gouvernement
Légende (partis politiques)
- Parti de la droite (RP)
- Parti national indépendant (ONP)
- Parti populaire chrétien-social (CSV)
- Parti démocratique (DP)

Note : les tableaux ci-dessous, mettent en regard les dates de mandats avec les gouvernements respectifs des Premiers ministres (par exemple : le gouvernement Simons officie du 23 septembre 1853 au 23 septembre 1854 ; puis Charles-Mathias Simons procède à un remaniement ministériel). Les dates de la dernière lignes (« Élections ») font référence à la date des élections (s'il y en a eu) leur ayant permis d'arriver au pouvoir ou de s'y maintenir.

### Règnes deGuillaume II(1840-1849) etGuillaume III(1849-1890)
| № | Portrait                    | Titulaire (naissance - mort)                                              | Dates du mandat — Élections | Dates du mandat — Élections | Gouvernement | Notes |
| - | --------------------------- | ------------------------------------------------------------------------- | --------------------------- | --------------------------- | ------------ | --- |
| 1 |                             | Gaspard-Théodore-Ignace de La Fontaine (6 janvier 1787 - 11 février 1871) | 1er août 1848               | 6 décembre 1848             | La Fontaine  | Gouverneur du Luxembourg (1842-1848). Considéré comme le premier chef du gouvernement, il exerce les fonctions de Président du Conseil et d'administrateur général des Affaires étrangères, de la Justice et des Cultes. Il est contraint de démissionner à la suite d'une motion de censure. |
| 1 | avril 1848                  | Gaspard-Théodore-Ignace de La Fontaine (6 janvier 1787 - 11 février 1871) |                             |                             | La Fontaine  | Gouverneur du Luxembourg (1842-1848). Considéré comme le premier chef du gouvernement, il exerce les fonctions de Président du Conseil et d'administrateur général des Affaires étrangères, de la Justice et des Cultes. Il est contraint de démissionner à la suite d'une motion de censure. |
| 2 |                             | Jean-Jacques Willmar (6 mars 1792 - 26 novembre 1866)                     | 6 décembre 1848             | 23 septembre 1853           | Willmar      | Membre de l'Assemblée des États (1841-1848). Député luxembourgeois au Parlement de Francfort (1848). Président du Conseil, administrateur général des Affaires étrangères, de la Justice et des Cultes et provisoirement des Affaires de l'instruction publique. Il est démis de ces fonctions par le roi grand-duc. |
| 2 | - septembre 1848 - 1851     | Jean-Jacques Willmar (6 mars 1792 - 26 novembre 1866)                     |                             |                             | Willmar      | Membre de l'Assemblée des États (1841-1848). Député luxembourgeois au Parlement de Francfort (1848). Président du Conseil, administrateur général des Affaires étrangères, de la Justice et des Cultes et provisoirement des Affaires de l'instruction publique. Il est démis de ces fonctions par le roi grand-duc. |
| 3 |                             | Charles-Mathias Simons (27 mars 1802 - 5 octobre 1874)                    | 23 septembre 1853           | 23 septembre 1854           | Simons       | Membre du Conseil de gouvernement (1843-1848). Membre de l'Assemblée constituante (1848). Président du Conseil, administrateur général des Affaires étrangères (à partir de 1857 : ministre d'État, Président du gouvernement et directeur général des Affaires étrangères), chargé provisoirement de l'Intérieur du 28 novembre 1857 au 12 novembre 1858 et provisoirement de la Justice et des Travaux publics du 23 juin au 15 juillet 1859. Coup d'État (1856). Constitution révisée (1856). Il démissionne de ses fonctions.                                                                                                 |
| 3 | 23 septembre 1854           | Charles-Mathias Simons (27 mars 1802 - 5 octobre 1874)                    | 24 mai 1856                 |                             | Simons       | Membre du Conseil de gouvernement (1843-1848). Membre de l'Assemblée constituante (1848). Président du Conseil, administrateur général des Affaires étrangères (à partir de 1857 : ministre d'État, Président du gouvernement et directeur général des Affaires étrangères), chargé provisoirement de l'Intérieur du 28 novembre 1857 au 12 novembre 1858 et provisoirement de la Justice et des Travaux publics du 23 juin au 15 juillet 1859. Coup d'État (1856). Constitution révisée (1856). Il démissionne de ses fonctions.                                                                                                 |
| 3 | 24 mai 1856                 | Charles-Mathias Simons (27 mars 1802 - 5 octobre 1874)                    | 2 juin 1857                 |                             | Simons       | Membre du Conseil de gouvernement (1843-1848). Membre de l'Assemblée constituante (1848). Président du Conseil, administrateur général des Affaires étrangères (à partir de 1857 : ministre d'État, Président du gouvernement et directeur général des Affaires étrangères), chargé provisoirement de l'Intérieur du 28 novembre 1857 au 12 novembre 1858 et provisoirement de la Justice et des Travaux publics du 23 juin au 15 juillet 1859. Coup d'État (1856). Constitution révisée (1856). Il démissionne de ses fonctions.                                                                                                 |
| 3 | 2 juin 1857                 | Charles-Mathias Simons (27 mars 1802 - 5 octobre 1874)                    | 29 novembre 1857            |                             | Simons       | Membre du Conseil de gouvernement (1843-1848). Membre de l'Assemblée constituante (1848). Président du Conseil, administrateur général des Affaires étrangères (à partir de 1857 : ministre d'État, Président du gouvernement et directeur général des Affaires étrangères), chargé provisoirement de l'Intérieur du 28 novembre 1857 au 12 novembre 1858 et provisoirement de la Justice et des Travaux publics du 23 juin au 15 juillet 1859. Coup d'État (1856). Constitution révisée (1856). Il démissionne de ses fonctions.                                                                                                 |
| 3 | 29 novembre 1857            | Charles-Mathias Simons (27 mars 1802 - 5 octobre 1874)                    | 12 novembre 1858            |                             | Simons       | Membre du Conseil de gouvernement (1843-1848). Membre de l'Assemblée constituante (1848). Président du Conseil, administrateur général des Affaires étrangères (à partir de 1857 : ministre d'État, Président du gouvernement et directeur général des Affaires étrangères), chargé provisoirement de l'Intérieur du 28 novembre 1857 au 12 novembre 1858 et provisoirement de la Justice et des Travaux publics du 23 juin au 15 juillet 1859. Coup d'État (1856). Constitution révisée (1856). Il démissionne de ses fonctions.                                                                                                 |
| 3 | 12 novembre 1858            | Charles-Mathias Simons (27 mars 1802 - 5 octobre 1874)                    | 23 juin 1859                |                             | Simons       | Membre du Conseil de gouvernement (1843-1848). Membre de l'Assemblée constituante (1848). Président du Conseil, administrateur général des Affaires étrangères (à partir de 1857 : ministre d'État, Président du gouvernement et directeur général des Affaires étrangères), chargé provisoirement de l'Intérieur du 28 novembre 1857 au 12 novembre 1858 et provisoirement de la Justice et des Travaux publics du 23 juin au 15 juillet 1859. Coup d'État (1856). Constitution révisée (1856). Il démissionne de ses fonctions.                                                                                                 |
| 3 | 23 juin 1859                | Charles-Mathias Simons (27 mars 1802 - 5 octobre 1874)                    | 15 juillet 1859             |                             | Simons       | Membre du Conseil de gouvernement (1843-1848). Membre de l'Assemblée constituante (1848). Président du Conseil, administrateur général des Affaires étrangères (à partir de 1857 : ministre d'État, Président du gouvernement et directeur général des Affaires étrangères), chargé provisoirement de l'Intérieur du 28 novembre 1857 au 12 novembre 1858 et provisoirement de la Justice et des Travaux publics du 23 juin au 15 juillet 1859. Coup d'État (1856). Constitution révisée (1856). Il démissionne de ses fonctions.                                                                                                 |
| 3 | 15 juillet 1859             | Charles-Mathias Simons (27 mars 1802 - 5 octobre 1874)                    | 26 septembre 1860           |                             | Simons       | Membre du Conseil de gouvernement (1843-1848). Membre de l'Assemblée constituante (1848). Président du Conseil, administrateur général des Affaires étrangères (à partir de 1857 : ministre d'État, Président du gouvernement et directeur général des Affaires étrangères), chargé provisoirement de l'Intérieur du 28 novembre 1857 au 12 novembre 1858 et provisoirement de la Justice et des Travaux publics du 23 juin au 15 juillet 1859. Coup d'État (1856). Constitution révisée (1856). Il démissionne de ses fonctions.                                                                                                 |
| 3 | - 1854 - 1857 - 1860        | Charles-Mathias Simons (27 mars 1802 - 5 octobre 1874)                    |                             |                             | Simons       | Membre du Conseil de gouvernement (1843-1848). Membre de l'Assemblée constituante (1848). Président du Conseil, administrateur général des Affaires étrangères (à partir de 1857 : ministre d'État, Président du gouvernement et directeur général des Affaires étrangères), chargé provisoirement de l'Intérieur du 28 novembre 1857 au 12 novembre 1858 et provisoirement de la Justice et des Travaux publics du 23 juin au 15 juillet 1859. Coup d'État (1856). Constitution révisée (1856). Il démissionne de ses fonctions.                                                                                                 |
| 4 |                             | Victor de Tornaco (7 juillet 1805 - 26 septembre 1875)                    | 26 septembre 1860           | 9 septembre 1863            | Tornaco      | Membre de l'Assemblée des États (1841-1848 ; 1857-1860). Membre de la Chambre des députés (1848-1856). Ministre d'État, Président du gouvernement, directeur général des Affaires étrangères, directeur général des Travaux publics jusqu'au 31 mars 1864. Crise luxembourgeoise (1867). Traité de Londres (1867). Il est contraint de démissionner à la suite du rejet d'une proposition de loi sur la réorganisation militaire à la Chambre des députés. |
| 4 | 9 septembre 1863            | Victor de Tornaco (7 juillet 1805 - 26 septembre 1875)                    | 31 mars 1864                |                             | Tornaco      | Membre de l'Assemblée des États (1841-1848 ; 1857-1860). Membre de la Chambre des députés (1848-1856). Ministre d'État, Président du gouvernement, directeur général des Affaires étrangères, directeur général des Travaux publics jusqu'au 31 mars 1864. Crise luxembourgeoise (1867). Traité de Londres (1867). Il est contraint de démissionner à la suite du rejet d'une proposition de loi sur la réorganisation militaire à la Chambre des députés. |
| 4 | 31 mars 1864                | Victor de Tornaco (7 juillet 1805 - 26 septembre 1875)                    | 26 janvier 1866             |                             | Tornaco      | Membre de l'Assemblée des États (1841-1848 ; 1857-1860). Membre de la Chambre des députés (1848-1856). Ministre d'État, Président du gouvernement, directeur général des Affaires étrangères, directeur général des Travaux publics jusqu'au 31 mars 1864. Crise luxembourgeoise (1867). Traité de Londres (1867). Il est contraint de démissionner à la suite du rejet d'une proposition de loi sur la réorganisation militaire à la Chambre des députés. |
| 4 | 26 janvier 1866             | Victor de Tornaco (7 juillet 1805 - 26 septembre 1875)                    | 3 décembre 1866             |                             | Tornaco      | Membre de l'Assemblée des États (1841-1848 ; 1857-1860). Membre de la Chambre des députés (1848-1856). Ministre d'État, Président du gouvernement, directeur général des Affaires étrangères, directeur général des Travaux publics jusqu'au 31 mars 1864. Crise luxembourgeoise (1867). Traité de Londres (1867). Il est contraint de démissionner à la suite du rejet d'une proposition de loi sur la réorganisation militaire à la Chambre des députés. |
| 4 | 3 décembre 1866             | Victor de Tornaco (7 juillet 1805 - 26 septembre 1875)                    | 14 décembre 1866            |                             | Tornaco      | Membre de l'Assemblée des États (1841-1848 ; 1857-1860). Membre de la Chambre des députés (1848-1856). Ministre d'État, Président du gouvernement, directeur général des Affaires étrangères, directeur général des Travaux publics jusqu'au 31 mars 1864. Crise luxembourgeoise (1867). Traité de Londres (1867). Il est contraint de démissionner à la suite du rejet d'une proposition de loi sur la réorganisation militaire à la Chambre des députés. |
| 4 | 14 décembre 1866            | Victor de Tornaco (7 juillet 1805 - 26 septembre 1875)                    | 18 juin 1867                |                             | Tornaco      | Membre de l'Assemblée des États (1841-1848 ; 1857-1860). Membre de la Chambre des députés (1848-1856). Ministre d'État, Président du gouvernement, directeur général des Affaires étrangères, directeur général des Travaux publics jusqu'au 31 mars 1864. Crise luxembourgeoise (1867). Traité de Londres (1867). Il est contraint de démissionner à la suite du rejet d'une proposition de loi sur la réorganisation militaire à la Chambre des députés. |
| 4 | 18 juin 1867                | Victor de Tornaco (7 juillet 1805 - 26 septembre 1875)                    | 3 décembre 1867             |                             | Tornaco      | Membre de l'Assemblée des États (1841-1848 ; 1857-1860). Membre de la Chambre des députés (1848-1856). Ministre d'État, Président du gouvernement, directeur général des Affaires étrangères, directeur général des Travaux publics jusqu'au 31 mars 1864. Crise luxembourgeoise (1867). Traité de Londres (1867). Il est contraint de démissionner à la suite du rejet d'une proposition de loi sur la réorganisation militaire à la Chambre des députés. |
| 4 | - 1863 - 1866               | Victor de Tornaco (7 juillet 1805 - 26 septembre 1875)                    |                             |                             | Tornaco      | Membre de l'Assemblée des États (1841-1848 ; 1857-1860). Membre de la Chambre des députés (1848-1856). Ministre d'État, Président du gouvernement, directeur général des Affaires étrangères, directeur général des Travaux publics jusqu'au 31 mars 1864. Crise luxembourgeoise (1867). Traité de Londres (1867). Il est contraint de démissionner à la suite du rejet d'une proposition de loi sur la réorganisation militaire à la Chambre des députés. |
| 5 |                             | Emmanuel Servais (11 avril 1811 - 17 juin 1890)                           | 3 décembre 1867             | 30 septembre 1869           | Servais      | Membre de l'Assemblée des États (1841-1848). Membre de l'Assemblée nationale constituante (1848). Député au Parlement de Francfort (1849). Administrateur général des Finances (1853-1857). Membre du Conseil d'État (1857-1890). Ministre d'État, Président du gouvernement, directeur général des Affaires étrangères, chargé provisoirement des Finances du 30 septembre au 12 octobre 1869. Révision de la Constitution (1868). Création de l'Institut grand-ducal (1868). Il démissionne de ses fonctions. |
| 5 | 30 septembre 1869           | Emmanuel Servais (11 avril 1811 - 17 juin 1890)                           | 12 octobre 1869             |                             | Servais      | Membre de l'Assemblée des États (1841-1848). Membre de l'Assemblée nationale constituante (1848). Député au Parlement de Francfort (1849). Administrateur général des Finances (1853-1857). Membre du Conseil d'État (1857-1890). Ministre d'État, Président du gouvernement, directeur général des Affaires étrangères, chargé provisoirement des Finances du 30 septembre au 12 octobre 1869. Révision de la Constitution (1868). Création de l'Institut grand-ducal (1868). Il démissionne de ses fonctions. |
| 5 | 12 octobre 1869             | Emmanuel Servais (11 avril 1811 - 17 juin 1890)                           | 7 février 1870              |                             | Servais      | Membre de l'Assemblée des États (1841-1848). Membre de l'Assemblée nationale constituante (1848). Député au Parlement de Francfort (1849). Administrateur général des Finances (1853-1857). Membre du Conseil d'État (1857-1890). Ministre d'État, Président du gouvernement, directeur général des Affaires étrangères, chargé provisoirement des Finances du 30 septembre au 12 octobre 1869. Révision de la Constitution (1868). Création de l'Institut grand-ducal (1868). Il démissionne de ses fonctions. |
| 5 | 7 février 1870              | Emmanuel Servais (11 avril 1811 - 17 juin 1890)                           | 25 mai 1873                 |                             | Servais      | Membre de l'Assemblée des États (1841-1848). Membre de l'Assemblée nationale constituante (1848). Député au Parlement de Francfort (1849). Administrateur général des Finances (1853-1857). Membre du Conseil d'État (1857-1890). Ministre d'État, Président du gouvernement, directeur général des Affaires étrangères, chargé provisoirement des Finances du 30 septembre au 12 octobre 1869. Révision de la Constitution (1868). Création de l'Institut grand-ducal (1868). Il démissionne de ses fonctions. |
| 5 | 25 mai 1873                 | Emmanuel Servais (11 avril 1811 - 17 juin 1890)                           | 26 décembre 1874            |                             | Servais      | Membre de l'Assemblée des États (1841-1848). Membre de l'Assemblée nationale constituante (1848). Député au Parlement de Francfort (1849). Administrateur général des Finances (1853-1857). Membre du Conseil d'État (1857-1890). Ministre d'État, Président du gouvernement, directeur général des Affaires étrangères, chargé provisoirement des Finances du 30 septembre au 12 octobre 1869. Révision de la Constitution (1868). Création de l'Institut grand-ducal (1868). Il démissionne de ses fonctions. |
| 5 | - 1868 - 1869 - 1872        | Emmanuel Servais (11 avril 1811 - 17 juin 1890)                           |                             |                             | Servais      | Membre de l'Assemblée des États (1841-1848). Membre de l'Assemblée nationale constituante (1848). Député au Parlement de Francfort (1849). Administrateur général des Finances (1853-1857). Membre du Conseil d'État (1857-1890). Ministre d'État, Président du gouvernement, directeur général des Affaires étrangères, chargé provisoirement des Finances du 30 septembre au 12 octobre 1869. Révision de la Constitution (1868). Création de l'Institut grand-ducal (1868). Il démissionne de ses fonctions. |
| 6 |                             | Félix de Blochausen (5 mars 1834 - 5 novembre 1915)                       | 26 décembre 1874            | 26 avril 1875               | Blochausen   | Directeur général de l'Intérieur (1866-1867). Ministre d'État, Président du gouvernement, directeur général des Affaires étrangères, chargé provisoirement de certains services de la Direction générale de la Justice du 26 avril au 7 juillet 1876 et de certains services de la Direction générale des Finances du 21 septembre au 12 octobre 1882. Introduction de la scolarité obligatoire au Grand-Duché pour les enfants de 6 à 12 ans (1881). Il est contraint de démissionner à la suite de la divulgation de transactions douteuses par la presse, des spéculations qui pourraient être assimilées à un délit d'initié. |
| 6 | 26 avril 1875               | Félix de Blochausen (5 mars 1834 - 5 novembre 1915)                       | 8 juillet 1876              |                             | Blochausen   | Directeur général de l'Intérieur (1866-1867). Ministre d'État, Président du gouvernement, directeur général des Affaires étrangères, chargé provisoirement de certains services de la Direction générale de la Justice du 26 avril au 7 juillet 1876 et de certains services de la Direction générale des Finances du 21 septembre au 12 octobre 1882. Introduction de la scolarité obligatoire au Grand-Duché pour les enfants de 6 à 12 ans (1881). Il est contraint de démissionner à la suite de la divulgation de transactions douteuses par la presse, des spéculations qui pourraient être assimilées à un délit d'initié. |
| 6 | 8 juillet 1876              | Félix de Blochausen (5 mars 1834 - 5 novembre 1915)                       | 6 août 1878                 |                             | Blochausen   | Directeur général de l'Intérieur (1866-1867). Ministre d'État, Président du gouvernement, directeur général des Affaires étrangères, chargé provisoirement de certains services de la Direction générale de la Justice du 26 avril au 7 juillet 1876 et de certains services de la Direction générale des Finances du 21 septembre au 12 octobre 1882. Introduction de la scolarité obligatoire au Grand-Duché pour les enfants de 6 à 12 ans (1881). Il est contraint de démissionner à la suite de la divulgation de transactions douteuses par la presse, des spéculations qui pourraient être assimilées à un délit d'initié. |
| 6 | 6 août 1878                 | Félix de Blochausen (5 mars 1834 - 5 novembre 1915)                       | 21 septembre 1882           |                             | Blochausen   | Directeur général de l'Intérieur (1866-1867). Ministre d'État, Président du gouvernement, directeur général des Affaires étrangères, chargé provisoirement de certains services de la Direction générale de la Justice du 26 avril au 7 juillet 1876 et de certains services de la Direction générale des Finances du 21 septembre au 12 octobre 1882. Introduction de la scolarité obligatoire au Grand-Duché pour les enfants de 6 à 12 ans (1881). Il est contraint de démissionner à la suite de la divulgation de transactions douteuses par la presse, des spéculations qui pourraient être assimilées à un délit d'initié. |
| 6 | 21 septembre 1882           | Félix de Blochausen (5 mars 1834 - 5 novembre 1915)                       | 12 octobre 1882             |                             | Blochausen   | Directeur général de l'Intérieur (1866-1867). Ministre d'État, Président du gouvernement, directeur général des Affaires étrangères, chargé provisoirement de certains services de la Direction générale de la Justice du 26 avril au 7 juillet 1876 et de certains services de la Direction générale des Finances du 21 septembre au 12 octobre 1882. Introduction de la scolarité obligatoire au Grand-Duché pour les enfants de 6 à 12 ans (1881). Il est contraint de démissionner à la suite de la divulgation de transactions douteuses par la presse, des spéculations qui pourraient être assimilées à un délit d'initié. |
| 6 | 12 octobre 1882             | Félix de Blochausen (5 mars 1834 - 5 novembre 1915)                       | 20 février 1885             |                             | Blochausen   | Directeur général de l'Intérieur (1866-1867). Ministre d'État, Président du gouvernement, directeur général des Affaires étrangères, chargé provisoirement de certains services de la Direction générale de la Justice du 26 avril au 7 juillet 1876 et de certains services de la Direction générale des Finances du 21 septembre au 12 octobre 1882. Introduction de la scolarité obligatoire au Grand-Duché pour les enfants de 6 à 12 ans (1881). Il est contraint de démissionner à la suite de la divulgation de transactions douteuses par la presse, des spéculations qui pourraient être assimilées à un délit d'initié. |
| 6 | - 1875 - 1878 - 1881 - 1884 | Félix de Blochausen (5 mars 1834 - 5 novembre 1915)                       |                             |                             | Blochausen   | Directeur général de l'Intérieur (1866-1867). Ministre d'État, Président du gouvernement, directeur général des Affaires étrangères, chargé provisoirement de certains services de la Direction générale de la Justice du 26 avril au 7 juillet 1876 et de certains services de la Direction générale des Finances du 21 septembre au 12 octobre 1882. Introduction de la scolarité obligatoire au Grand-Duché pour les enfants de 6 à 12 ans (1881). Il est contraint de démissionner à la suite de la divulgation de transactions douteuses par la presse, des spéculations qui pourraient être assimilées à un délit d'initié. |
| 7 |                             | Édouard Thilges (17 février 1817 - 9 juillet 1904)                        | 20 février 1885             | 22 septembre 1888           | Thilges      | Administrateur général des Affaires communales (1854-1856). Membre du Conseil d'État (1857-1904). Directeur général de l'Intérieur et de la Justice (1859-1860). Directeur général des Affaires communales (1867-1870). Président du Conseil d'État (1872-1895). Ministre d'État, Président du gouvernement, directeur général des Affaires étrangères. Il démissionne de ses fonctions en raison de problèmes de santé. |
| 7 | 1887                        | Édouard Thilges (17 février 1817 - 9 juillet 1904)                        |                             |                             | Thilges      | Administrateur général des Affaires communales (1854-1856). Membre du Conseil d'État (1857-1904). Directeur général de l'Intérieur et de la Justice (1859-1860). Directeur général des Affaires communales (1867-1870). Président du Conseil d'État (1872-1895). Ministre d'État, Président du gouvernement, directeur général des Affaires étrangères. Il démissionne de ses fonctions en raison de problèmes de santé. |

### Règnes deAdolphe(1890-1905),Guillaume IV(1905-1912) etMarie-Adélaïde(1912-1919)
| №  | Portrait                                                       | Titulaire (naissance - mort)                          | Dates du mandat — Élections | Dates du mandat — Élections | Gouvernement | Notes |
| -- | -------------------------------------------------------------- | ----------------------------------------------------- | --------------------------- | --------------------------- | ------------ | --- |
| 8  |                                                                | Paul Eyschen (9 septembre 1841 - 11 octobre 1915)     | 22 septembre 1888           | 26 octobre 1892             | Eyschen      | Membre de l'Assemblée des États (1866). Chargé d'affaires auprès du gouvernement de l'Empire allemand (1875-1888). Directeur général de la Justice, chargé provisoirement de certains services de la Direction générale des Finances du 21 septembre au 12 octobre 1882 (1876-1888). Considéré comme la plus longue fonction de chef du gouvernement, il exerce, entre autres, les fonctions de ministre d'État, Président du gouvernement, directeur général des Affaires étrangères. Construction du pont Adolphe (1900-1903). Fondation du Parti socialiste à Esch-sur-Alzette (1902). Fondation de la Ligue libérale (1904). Fondation du Parti de la droite (1914). Invasion du Grand-Duché par les troupes allemandes (2 août 1914). Occupation allemande du Luxembourg pendant la Première Guerre mondiale (1914-1918). Il meurt dans l'exercice de ses fonctions. |
| 8  | 26 octobre 1892                                                | Paul Eyschen (9 septembre 1841 - 11 octobre 1915)     | 23 juin 1896                |                             | Eyschen      | Membre de l'Assemblée des États (1866). Chargé d'affaires auprès du gouvernement de l'Empire allemand (1875-1888). Directeur général de la Justice, chargé provisoirement de certains services de la Direction générale des Finances du 21 septembre au 12 octobre 1882 (1876-1888). Considéré comme la plus longue fonction de chef du gouvernement, il exerce, entre autres, les fonctions de ministre d'État, Président du gouvernement, directeur général des Affaires étrangères. Construction du pont Adolphe (1900-1903). Fondation du Parti socialiste à Esch-sur-Alzette (1902). Fondation de la Ligue libérale (1904). Fondation du Parti de la droite (1914). Invasion du Grand-Duché par les troupes allemandes (2 août 1914). Occupation allemande du Luxembourg pendant la Première Guerre mondiale (1914-1918). Il meurt dans l'exercice de ses fonctions. |
| 8  | 23 juin 1896                                                   | Paul Eyschen (9 septembre 1841 - 11 octobre 1915)     | 25 octobre 1905             |                             | Eyschen      | Membre de l'Assemblée des États (1866). Chargé d'affaires auprès du gouvernement de l'Empire allemand (1875-1888). Directeur général de la Justice, chargé provisoirement de certains services de la Direction générale des Finances du 21 septembre au 12 octobre 1882 (1876-1888). Considéré comme la plus longue fonction de chef du gouvernement, il exerce, entre autres, les fonctions de ministre d'État, Président du gouvernement, directeur général des Affaires étrangères. Construction du pont Adolphe (1900-1903). Fondation du Parti socialiste à Esch-sur-Alzette (1902). Fondation de la Ligue libérale (1904). Fondation du Parti de la droite (1914). Invasion du Grand-Duché par les troupes allemandes (2 août 1914). Occupation allemande du Luxembourg pendant la Première Guerre mondiale (1914-1918). Il meurt dans l'exercice de ses fonctions. |
| 8  | 25 octobre 1905                                                | Paul Eyschen (9 septembre 1841 - 11 octobre 1915)     | 9 janvier 1910              |                             | Eyschen      | Membre de l'Assemblée des États (1866). Chargé d'affaires auprès du gouvernement de l'Empire allemand (1875-1888). Directeur général de la Justice, chargé provisoirement de certains services de la Direction générale des Finances du 21 septembre au 12 octobre 1882 (1876-1888). Considéré comme la plus longue fonction de chef du gouvernement, il exerce, entre autres, les fonctions de ministre d'État, Président du gouvernement, directeur général des Affaires étrangères. Construction du pont Adolphe (1900-1903). Fondation du Parti socialiste à Esch-sur-Alzette (1902). Fondation de la Ligue libérale (1904). Fondation du Parti de la droite (1914). Invasion du Grand-Duché par les troupes allemandes (2 août 1914). Occupation allemande du Luxembourg pendant la Première Guerre mondiale (1914-1918). Il meurt dans l'exercice de ses fonctions. |
| 8  | 9 janvier 1910                                                 | Paul Eyschen (9 septembre 1841 - 11 octobre 1915)     | 3 mars 1915                 |                             | Eyschen      | Membre de l'Assemblée des États (1866). Chargé d'affaires auprès du gouvernement de l'Empire allemand (1875-1888). Directeur général de la Justice, chargé provisoirement de certains services de la Direction générale des Finances du 21 septembre au 12 octobre 1882 (1876-1888). Considéré comme la plus longue fonction de chef du gouvernement, il exerce, entre autres, les fonctions de ministre d'État, Président du gouvernement, directeur général des Affaires étrangères. Construction du pont Adolphe (1900-1903). Fondation du Parti socialiste à Esch-sur-Alzette (1902). Fondation de la Ligue libérale (1904). Fondation du Parti de la droite (1914). Invasion du Grand-Duché par les troupes allemandes (2 août 1914). Occupation allemande du Luxembourg pendant la Première Guerre mondiale (1914-1918). Il meurt dans l'exercice de ses fonctions. |
| 8  | 3 mars 1915                                                    | Paul Eyschen (9 septembre 1841 - 11 octobre 1915)     | 11 octobre 1915             |                             | Eyschen      | Membre de l'Assemblée des États (1866). Chargé d'affaires auprès du gouvernement de l'Empire allemand (1875-1888). Directeur général de la Justice, chargé provisoirement de certains services de la Direction générale des Finances du 21 septembre au 12 octobre 1882 (1876-1888). Considéré comme la plus longue fonction de chef du gouvernement, il exerce, entre autres, les fonctions de ministre d'État, Président du gouvernement, directeur général des Affaires étrangères. Construction du pont Adolphe (1900-1903). Fondation du Parti socialiste à Esch-sur-Alzette (1902). Fondation de la Ligue libérale (1904). Fondation du Parti de la droite (1914). Invasion du Grand-Duché par les troupes allemandes (2 août 1914). Occupation allemande du Luxembourg pendant la Première Guerre mondiale (1914-1918). Il meurt dans l'exercice de ses fonctions. |
| 8  | - 1890 - 1893 - 1896 - 1899 - 1902 - 1905 - 1908 - 1911 - 1914 | Paul Eyschen (9 septembre 1841 - 11 octobre 1915)     |                             |                             | Eyschen      | Membre de l'Assemblée des États (1866). Chargé d'affaires auprès du gouvernement de l'Empire allemand (1875-1888). Directeur général de la Justice, chargé provisoirement de certains services de la Direction générale des Finances du 21 septembre au 12 octobre 1882 (1876-1888). Considéré comme la plus longue fonction de chef du gouvernement, il exerce, entre autres, les fonctions de ministre d'État, Président du gouvernement, directeur général des Affaires étrangères. Construction du pont Adolphe (1900-1903). Fondation du Parti socialiste à Esch-sur-Alzette (1902). Fondation de la Ligue libérale (1904). Fondation du Parti de la droite (1914). Invasion du Grand-Duché par les troupes allemandes (2 août 1914). Occupation allemande du Luxembourg pendant la Première Guerre mondiale (1914-1918). Il meurt dans l'exercice de ses fonctions. |
| 9  |                                                                | Mathias Mongenast (12 juillet 1843 - 10 janvier 1926) | 12 octobre 1915             | 6 novembre 1915             | Mongenast    | Directeur général des Finances, chargé provisoirement de certains services de la Direction générale des Travaux publics du 26 octobre 1892 au 23 juin 1896. (1882-1915). Considéré comme la plus courte fonction de chef du gouvernement, il est le Président du gouvernement faisant fonction à la suite du décès de Paul Eyschen. Il démissionne de ses fonctions. |
| 10 |                                                                | Hubert Loutsch (18 novembre 1878 - 24 octobre 1946)   | 6 novembre 1915             | 24 février 1916             | Loutsch      | Ministre d'État, Président du gouvernement, directeur général des Affaires étrangères. Gouvernement minoritaire. Il est contraint de démissionner à la suite d'un vote négatif concernant la confiance au gouvernement. |
| 10 | 1915                                                           | Hubert Loutsch (18 novembre 1878 - 24 octobre 1946)   |                             |                             | Loutsch      | Ministre d'État, Président du gouvernement, directeur général des Affaires étrangères. Gouvernement minoritaire. Il est contraint de démissionner à la suite d'un vote négatif concernant la confiance au gouvernement. |
| 11 |                                                                | Victor Thorn (31 janvier 1844 - 15 septembre 1930)    | 24 février 1916             | 19 juin 1917                | Thorn        | Procureur d'État (1883). Membre du Conseil d'État (1885-1930). Directeur général des Travaux publics (1888-1892). Procureur général (1899). Président du Conseil d'État (1914-1930). Directeur général de la Justice et des Travaux publics (1915). Ministre d'État, Président du gouvernement, directeur général des Affaires étrangères et de la Justice. Gouvernement d'Union nationale. Il démissionne de ses fonctions. |
| 12 |                                                                | Léon Kauffmann (16 août 1869 - 25 mars 1952)          | 19 juin 1917                | 28 septembre 1918           | Kauffman     | Directeur des Contributions (1910). Membre du Conseil d'État (1915-1952). Directeur général des Finances (1916-1917). Ministre d'État, Président du gouvernement, directeur général des Affaires étrangères, des Cultes et des Finances. Bombardement de Clausen (8 juillet 1918). Offensive alliée sous le commandement du maréchal Foch (18 juillet 1918). Élections pour la Chambre constituante (28 juillet et 4 août 1918). Il démissionne de ses fonctions. |

### Règnes deCharlotte(1919-1964),Jean(1964-2000) etHenri(depuis 2000)
| №  | Portrait                    | Titulaire (naissance - mort)                         | Dates du mandat — Élections | Dates du mandat — Élections    | Parti politique | Parti politique      | Gouvernement        | Coalition     | Notes |
| -- | --------------------------- | ---------------------------------------------------- | --------------------------- | ------------------------------ | --------------- | -------------------- | ------------------- | ------------- | --- |
| 13 |                             | Émile Reuter (2 août 1874 - 14 février 1973)         | 28 septembre 1918           | 5 janvier 1920                 |                 | RP                   | Reuter              | RP–LL–n       | Président de l'Association populaire catholique (1903). Membre de la Chambre des députés (1911). Membre fondateur du Parti de la droite (1914). Ministre d'État, Président du gouvernement, directeur général des Affaires étrangères et de l'Intérieur, à partir du 15 avril 1921, directeur général des Affaires étrangères. Armistice (11 novembre 1918). Abdication de la grande-duchesse Marie-Adélaïde en faveur de sa sœur Charlotte (10 janvier 1919). Constitution révisée (15 mai 1919). Premières élections démocratiques au suffrage universel (26 octobre 1919). Union économique belgo-luxembourgeoise (UEBL) (1921) Admission des premières femmes au barreau de Luxembourg (1923). Création de chambres professionnelles à base élective (1924). Il est contraint de démissionner à la suite du rejet de la convention ferroviaire par les parlementaires. |
| 13 | 5 janvier 1920              | Émile Reuter (2 août 1874 - 14 février 1973)         | 15 avril 1921               |                                |                 | RP                   | Reuter              | RP–LL–n       | Président de l'Association populaire catholique (1903). Membre de la Chambre des députés (1911). Membre fondateur du Parti de la droite (1914). Ministre d'État, Président du gouvernement, directeur général des Affaires étrangères et de l'Intérieur, à partir du 15 avril 1921, directeur général des Affaires étrangères. Armistice (11 novembre 1918). Abdication de la grande-duchesse Marie-Adélaïde en faveur de sa sœur Charlotte (10 janvier 1919). Constitution révisée (15 mai 1919). Premières élections démocratiques au suffrage universel (26 octobre 1919). Union économique belgo-luxembourgeoise (UEBL) (1921) Admission des premières femmes au barreau de Luxembourg (1923). Création de chambres professionnelles à base élective (1924). Il est contraint de démissionner à la suite du rejet de la convention ferroviaire par les parlementaires. |
| 13 | 15 avril 1921               | Émile Reuter (2 août 1874 - 14 février 1973)         | 20 mars 1925                | RP                             |                 | RP                   | Reuter              |               | Président de l'Association populaire catholique (1903). Membre de la Chambre des députés (1911). Membre fondateur du Parti de la droite (1914). Ministre d'État, Président du gouvernement, directeur général des Affaires étrangères et de l'Intérieur, à partir du 15 avril 1921, directeur général des Affaires étrangères. Armistice (11 novembre 1918). Abdication de la grande-duchesse Marie-Adélaïde en faveur de sa sœur Charlotte (10 janvier 1919). Constitution révisée (15 mai 1919). Premières élections démocratiques au suffrage universel (26 octobre 1919). Union économique belgo-luxembourgeoise (UEBL) (1921) Admission des premières femmes au barreau de Luxembourg (1923). Création de chambres professionnelles à base élective (1924). Il est contraint de démissionner à la suite du rejet de la convention ferroviaire par les parlementaires. |
| 13 | - 1919 - 1922               | Émile Reuter (2 août 1874 - 14 février 1973)         |                             | RP                             |                 | RP                   | Reuter              |               | Président de l'Association populaire catholique (1903). Membre de la Chambre des députés (1911). Membre fondateur du Parti de la droite (1914). Ministre d'État, Président du gouvernement, directeur général des Affaires étrangères et de l'Intérieur, à partir du 15 avril 1921, directeur général des Affaires étrangères. Armistice (11 novembre 1918). Abdication de la grande-duchesse Marie-Adélaïde en faveur de sa sœur Charlotte (10 janvier 1919). Constitution révisée (15 mai 1919). Premières élections démocratiques au suffrage universel (26 octobre 1919). Union économique belgo-luxembourgeoise (UEBL) (1921) Admission des premières femmes au barreau de Luxembourg (1923). Création de chambres professionnelles à base élective (1924). Il est contraint de démissionner à la suite du rejet de la convention ferroviaire par les parlementaires. |
| 14 |                             | Pierre Prüm (9 juillet 1886 - 1er février 1950)      | 20 mars 1925                | 15 juillet 1926                |                 | ONP                  | Prüm                | ONP–OL–RSP–n  | Membre de la Chambre des députés (1913-1923 ; 1937-1939). Quitte le Parti de la droite et fonde le Parti national indépendant (1918). Considéré comme le plus jeune chef du gouvernement, il exerce, entre autres, les fonctions de ministre d'État, Président du gouvernement, directeur général des Affaires étrangères, de l'Intérieur et de l'Agriculture. Il démissionne de ses fonctions. |
| 14 | 1925                        | Pierre Prüm (9 juillet 1886 - 1er février 1950)      |                             |                                |                 | ONP                  | Prüm                | ONP–OL–RSP–n  | Membre de la Chambre des députés (1913-1923 ; 1937-1939). Quitte le Parti de la droite et fonde le Parti national indépendant (1918). Considéré comme le plus jeune chef du gouvernement, il exerce, entre autres, les fonctions de ministre d'État, Président du gouvernement, directeur général des Affaires étrangères, de l'Intérieur et de l'Agriculture. Il démissionne de ses fonctions. |
| 15 |                             | Joseph Bech (17 février 1887 - 8 mars 1975)          | 15 juillet 1926             | 11 avril 1932                  |                 | RP                   | Bech                | RP–LL–n       | Membre de la Chambre des députés (1914-1921 ; 1924-1925). Directeur général de l'Intérieur et de l'Instruction publique (1921-1925). Membre de la section historique de l'Institut grand-ducal (1927-1975). Ministre d'État, Président du gouvernement, directeur général des Affaires étrangères, de l'Instruction publique et de l'Agriculture. Fondation de la Compagnie grand-ducale d'électricité du Luxembourg, Cegedel (1928). Création de la Compagnie luxembourgeoise de radiodiffusion (Radio Luxembourg) qui obtient du gouvernement le monopole de la radiodiffusion (1931). Référendum sur la « loi muselière » (1937). Il démissionne à la suite de l'échec du référendum. |
| 15 | 11 avril 1932               | Joseph Bech (17 février 1887 - 8 mars 1975)          | 27 décembre 1936            | RP–RLP–n                       |                 | RP                   | Bech                |               | Membre de la Chambre des députés (1914-1921 ; 1924-1925). Directeur général de l'Intérieur et de l'Instruction publique (1921-1925). Membre de la section historique de l'Institut grand-ducal (1927-1975). Ministre d'État, Président du gouvernement, directeur général des Affaires étrangères, de l'Instruction publique et de l'Agriculture. Fondation de la Compagnie grand-ducale d'électricité du Luxembourg, Cegedel (1928). Création de la Compagnie luxembourgeoise de radiodiffusion (Radio Luxembourg) qui obtient du gouvernement le monopole de la radiodiffusion (1931). Référendum sur la « loi muselière » (1937). Il démissionne à la suite de l'échec du référendum. |
| 15 | 27 décembre 1936            | Joseph Bech (17 février 1887 - 8 mars 1975)          | 5 novembre 1937             | RP–RLP                         |                 | RP                   | Bech                |               | Membre de la Chambre des députés (1914-1921 ; 1924-1925). Directeur général de l'Intérieur et de l'Instruction publique (1921-1925). Membre de la section historique de l'Institut grand-ducal (1927-1975). Ministre d'État, Président du gouvernement, directeur général des Affaires étrangères, de l'Instruction publique et de l'Agriculture. Fondation de la Compagnie grand-ducale d'électricité du Luxembourg, Cegedel (1928). Création de la Compagnie luxembourgeoise de radiodiffusion (Radio Luxembourg) qui obtient du gouvernement le monopole de la radiodiffusion (1931). Référendum sur la « loi muselière » (1937). Il démissionne à la suite de l'échec du référendum. |
| 15 | - 1928 - 1931 - 1934 - 1937 | Joseph Bech (17 février 1887 - 8 mars 1975)          |                             | RP–RLP                         |                 | RP                   | Bech                |               | Membre de la Chambre des députés (1914-1921 ; 1924-1925). Directeur général de l'Intérieur et de l'Instruction publique (1921-1925). Membre de la section historique de l'Institut grand-ducal (1927-1975). Ministre d'État, Président du gouvernement, directeur général des Affaires étrangères, de l'Instruction publique et de l'Agriculture. Fondation de la Compagnie grand-ducale d'électricité du Luxembourg, Cegedel (1928). Création de la Compagnie luxembourgeoise de radiodiffusion (Radio Luxembourg) qui obtient du gouvernement le monopole de la radiodiffusion (1931). Référendum sur la « loi muselière » (1937). Il démissionne à la suite de l'échec du référendum. |
| 16 |                             | Pierre Dupong (1er novembre 1885 - 23 décembre 1953) | 5 novembre 1937             | 7 février 1938                 |                 | RP                   | Dupong-Krier        | RP–AP–RLP     | Membre fondateur du Parti de la droite (1914). Membre de la Chambre des députés (1916-1917 ; 1919-1925). Directeur général, puis, à partir de 1936, Ministre des Finances, de la Prévoyance sociale et du Travail (1926-1937). Ministre d'État, Président du gouvernement. Création de Conseils de prud'hommes (1938). Fêtes commémoratives du centenaire de l'indépendance (1939). Invasion du Luxembourg par l'Allemagne nazie (10 mai 1940). Occupation allemande du Luxembourg pendant la Seconde Guerre mondiale (1940-1945). Gustav Simon est nommé Chef der Zivilverwaltung (29 juillet 1940). Recensement de la population par l'occupant (lb) (10 octobre 1941). Gustav Simon introduit le service militaire obligatoire au Luxembourg (30 août 1942). Grèves spontanées pour protester contre l'enrôlement de force (31 août 1942). Signature de la convention du Benelux à Londres (5 septembre 1944). Libération de la ville de Luxembourg (10 septembre 1944). Offensive allemande des Ardennes (16 décembre 1944). Libération de Vianden (22 février 1945). Institution d'une Assemblée consultative (22 février 1945). Capitulation sans condition de l'Allemagne (8 mai 1945). Fondation de la Société nationale des chemins de fer luxembourgeois (CFL) (14 mai 1946). Il meurt dans l'exercice de ses fonctions. |
| 16 | 7 février 1938              | Pierre Dupong (1er novembre 1885 - 23 décembre 1953) | 6 avril 1940                | RP–AP                          |                 | RP                   | Dupong-Krier        |               | Membre fondateur du Parti de la droite (1914). Membre de la Chambre des députés (1916-1917 ; 1919-1925). Directeur général, puis, à partir de 1936, Ministre des Finances, de la Prévoyance sociale et du Travail (1926-1937). Ministre d'État, Président du gouvernement. Création de Conseils de prud'hommes (1938). Fêtes commémoratives du centenaire de l'indépendance (1939). Invasion du Luxembourg par l'Allemagne nazie (10 mai 1940). Occupation allemande du Luxembourg pendant la Seconde Guerre mondiale (1940-1945). Gustav Simon est nommé Chef der Zivilverwaltung (29 juillet 1940). Recensement de la population par l'occupant (lb) (10 octobre 1941). Gustav Simon introduit le service militaire obligatoire au Luxembourg (30 août 1942). Grèves spontanées pour protester contre l'enrôlement de force (31 août 1942). Signature de la convention du Benelux à Londres (5 septembre 1944). Libération de la ville de Luxembourg (10 septembre 1944). Offensive allemande des Ardennes (16 décembre 1944). Libération de Vianden (22 février 1945). Institution d'une Assemblée consultative (22 février 1945). Capitulation sans condition de l'Allemagne (8 mai 1945). Fondation de la Société nationale des chemins de fer luxembourgeois (CFL) (14 mai 1946). Il meurt dans l'exercice de ses fonctions. |
| 16 | 6 avril 1940                | Pierre Dupong (1er novembre 1885 - 23 décembre 1953) | 10 mai 1940                 | RP–AP                          |                 | RP                   | Dupong-Krier        |               | Membre fondateur du Parti de la droite (1914). Membre de la Chambre des députés (1916-1917 ; 1919-1925). Directeur général, puis, à partir de 1936, Ministre des Finances, de la Prévoyance sociale et du Travail (1926-1937). Ministre d'État, Président du gouvernement. Création de Conseils de prud'hommes (1938). Fêtes commémoratives du centenaire de l'indépendance (1939). Invasion du Luxembourg par l'Allemagne nazie (10 mai 1940). Occupation allemande du Luxembourg pendant la Seconde Guerre mondiale (1940-1945). Gustav Simon est nommé Chef der Zivilverwaltung (29 juillet 1940). Recensement de la population par l'occupant (lb) (10 octobre 1941). Gustav Simon introduit le service militaire obligatoire au Luxembourg (30 août 1942). Grèves spontanées pour protester contre l'enrôlement de force (31 août 1942). Signature de la convention du Benelux à Londres (5 septembre 1944). Libération de la ville de Luxembourg (10 septembre 1944). Offensive allemande des Ardennes (16 décembre 1944). Libération de Vianden (22 février 1945). Institution d'une Assemblée consultative (22 février 1945). Capitulation sans condition de l'Allemagne (8 mai 1945). Fondation de la Société nationale des chemins de fer luxembourgeois (CFL) (14 mai 1946). Il meurt dans l'exercice de ses fonctions. |
| 16 | 10 mai 1940                 | Pierre Dupong (1er novembre 1885 - 23 décembre 1953) | 23 novembre 1944            |                                | CSV             | Gouvernement en exil | ─                   |               | Membre fondateur du Parti de la droite (1914). Membre de la Chambre des députés (1916-1917 ; 1919-1925). Directeur général, puis, à partir de 1936, Ministre des Finances, de la Prévoyance sociale et du Travail (1926-1937). Ministre d'État, Président du gouvernement. Création de Conseils de prud'hommes (1938). Fêtes commémoratives du centenaire de l'indépendance (1939). Invasion du Luxembourg par l'Allemagne nazie (10 mai 1940). Occupation allemande du Luxembourg pendant la Seconde Guerre mondiale (1940-1945). Gustav Simon est nommé Chef der Zivilverwaltung (29 juillet 1940). Recensement de la population par l'occupant (lb) (10 octobre 1941). Gustav Simon introduit le service militaire obligatoire au Luxembourg (30 août 1942). Grèves spontanées pour protester contre l'enrôlement de force (31 août 1942). Signature de la convention du Benelux à Londres (5 septembre 1944). Libération de la ville de Luxembourg (10 septembre 1944). Offensive allemande des Ardennes (16 décembre 1944). Libération de Vianden (22 février 1945). Institution d'une Assemblée consultative (22 février 1945). Capitulation sans condition de l'Allemagne (8 mai 1945). Fondation de la Société nationale des chemins de fer luxembourgeois (CFL) (14 mai 1946). Il meurt dans l'exercice de ses fonctions. |
| 16 | 23 novembre 1944            | Pierre Dupong (1er novembre 1885 - 23 décembre 1953) | 23 février 1945             | Gouvernement de la Libération  | CSV             | CSV–LSAP             |                     |               | Membre fondateur du Parti de la droite (1914). Membre de la Chambre des députés (1916-1917 ; 1919-1925). Directeur général, puis, à partir de 1936, Ministre des Finances, de la Prévoyance sociale et du Travail (1926-1937). Ministre d'État, Président du gouvernement. Création de Conseils de prud'hommes (1938). Fêtes commémoratives du centenaire de l'indépendance (1939). Invasion du Luxembourg par l'Allemagne nazie (10 mai 1940). Occupation allemande du Luxembourg pendant la Seconde Guerre mondiale (1940-1945). Gustav Simon est nommé Chef der Zivilverwaltung (29 juillet 1940). Recensement de la population par l'occupant (lb) (10 octobre 1941). Gustav Simon introduit le service militaire obligatoire au Luxembourg (30 août 1942). Grèves spontanées pour protester contre l'enrôlement de force (31 août 1942). Signature de la convention du Benelux à Londres (5 septembre 1944). Libération de la ville de Luxembourg (10 septembre 1944). Offensive allemande des Ardennes (16 décembre 1944). Libération de Vianden (22 février 1945). Institution d'une Assemblée consultative (22 février 1945). Capitulation sans condition de l'Allemagne (8 mai 1945). Fondation de la Société nationale des chemins de fer luxembourgeois (CFL) (14 mai 1946). Il meurt dans l'exercice de ses fonctions. |
| 16 | 23 février 1945             | Pierre Dupong (1er novembre 1885 - 23 décembre 1953) | 21 avril 1945               | Gouvernement de la Libération  | CSV             | CSV–LSAP–n           |                     |               | Membre fondateur du Parti de la droite (1914). Membre de la Chambre des députés (1916-1917 ; 1919-1925). Directeur général, puis, à partir de 1936, Ministre des Finances, de la Prévoyance sociale et du Travail (1926-1937). Ministre d'État, Président du gouvernement. Création de Conseils de prud'hommes (1938). Fêtes commémoratives du centenaire de l'indépendance (1939). Invasion du Luxembourg par l'Allemagne nazie (10 mai 1940). Occupation allemande du Luxembourg pendant la Seconde Guerre mondiale (1940-1945). Gustav Simon est nommé Chef der Zivilverwaltung (29 juillet 1940). Recensement de la population par l'occupant (lb) (10 octobre 1941). Gustav Simon introduit le service militaire obligatoire au Luxembourg (30 août 1942). Grèves spontanées pour protester contre l'enrôlement de force (31 août 1942). Signature de la convention du Benelux à Londres (5 septembre 1944). Libération de la ville de Luxembourg (10 septembre 1944). Offensive allemande des Ardennes (16 décembre 1944). Libération de Vianden (22 février 1945). Institution d'une Assemblée consultative (22 février 1945). Capitulation sans condition de l'Allemagne (8 mai 1945). Fondation de la Société nationale des chemins de fer luxembourgeois (CFL) (14 mai 1946). Il meurt dans l'exercice de ses fonctions. |
| 16 | 21 avril 1945               | Pierre Dupong (1er novembre 1885 - 23 décembre 1953) | 14 novembre 1945            | Gouvernement de la Libération  | CSV             | CSV–LSAP–n           |                     |               | Membre fondateur du Parti de la droite (1914). Membre de la Chambre des députés (1916-1917 ; 1919-1925). Directeur général, puis, à partir de 1936, Ministre des Finances, de la Prévoyance sociale et du Travail (1926-1937). Ministre d'État, Président du gouvernement. Création de Conseils de prud'hommes (1938). Fêtes commémoratives du centenaire de l'indépendance (1939). Invasion du Luxembourg par l'Allemagne nazie (10 mai 1940). Occupation allemande du Luxembourg pendant la Seconde Guerre mondiale (1940-1945). Gustav Simon est nommé Chef der Zivilverwaltung (29 juillet 1940). Recensement de la population par l'occupant (lb) (10 octobre 1941). Gustav Simon introduit le service militaire obligatoire au Luxembourg (30 août 1942). Grèves spontanées pour protester contre l'enrôlement de force (31 août 1942). Signature de la convention du Benelux à Londres (5 septembre 1944). Libération de la ville de Luxembourg (10 septembre 1944). Offensive allemande des Ardennes (16 décembre 1944). Libération de Vianden (22 février 1945). Institution d'une Assemblée consultative (22 février 1945). Capitulation sans condition de l'Allemagne (8 mai 1945). Fondation de la Société nationale des chemins de fer luxembourgeois (CFL) (14 mai 1946). Il meurt dans l'exercice de ses fonctions. |
| 16 | 14 novembre 1945            | Pierre Dupong (1er novembre 1885 - 23 décembre 1953) | 29 août 1946                | Gouvernement d'Union nationale | CSV             | CSV–LSAP–GD–KPL–n    |                     |               | Membre fondateur du Parti de la droite (1914). Membre de la Chambre des députés (1916-1917 ; 1919-1925). Directeur général, puis, à partir de 1936, Ministre des Finances, de la Prévoyance sociale et du Travail (1926-1937). Ministre d'État, Président du gouvernement. Création de Conseils de prud'hommes (1938). Fêtes commémoratives du centenaire de l'indépendance (1939). Invasion du Luxembourg par l'Allemagne nazie (10 mai 1940). Occupation allemande du Luxembourg pendant la Seconde Guerre mondiale (1940-1945). Gustav Simon est nommé Chef der Zivilverwaltung (29 juillet 1940). Recensement de la population par l'occupant (lb) (10 octobre 1941). Gustav Simon introduit le service militaire obligatoire au Luxembourg (30 août 1942). Grèves spontanées pour protester contre l'enrôlement de force (31 août 1942). Signature de la convention du Benelux à Londres (5 septembre 1944). Libération de la ville de Luxembourg (10 septembre 1944). Offensive allemande des Ardennes (16 décembre 1944). Libération de Vianden (22 février 1945). Institution d'une Assemblée consultative (22 février 1945). Capitulation sans condition de l'Allemagne (8 mai 1945). Fondation de la Société nationale des chemins de fer luxembourgeois (CFL) (14 mai 1946). Il meurt dans l'exercice de ses fonctions. |
| 16 | 29 août 1946                | Pierre Dupong (1er novembre 1885 - 23 décembre 1953) | 1er mars 1947               | Gouvernement d'Union nationale | CSV             | CSV–LSAP–GD–KPL      |                     |               | Membre fondateur du Parti de la droite (1914). Membre de la Chambre des députés (1916-1917 ; 1919-1925). Directeur général, puis, à partir de 1936, Ministre des Finances, de la Prévoyance sociale et du Travail (1926-1937). Ministre d'État, Président du gouvernement. Création de Conseils de prud'hommes (1938). Fêtes commémoratives du centenaire de l'indépendance (1939). Invasion du Luxembourg par l'Allemagne nazie (10 mai 1940). Occupation allemande du Luxembourg pendant la Seconde Guerre mondiale (1940-1945). Gustav Simon est nommé Chef der Zivilverwaltung (29 juillet 1940). Recensement de la population par l'occupant (lb) (10 octobre 1941). Gustav Simon introduit le service militaire obligatoire au Luxembourg (30 août 1942). Grèves spontanées pour protester contre l'enrôlement de force (31 août 1942). Signature de la convention du Benelux à Londres (5 septembre 1944). Libération de la ville de Luxembourg (10 septembre 1944). Offensive allemande des Ardennes (16 décembre 1944). Libération de Vianden (22 février 1945). Institution d'une Assemblée consultative (22 février 1945). Capitulation sans condition de l'Allemagne (8 mai 1945). Fondation de la Société nationale des chemins de fer luxembourgeois (CFL) (14 mai 1946). Il meurt dans l'exercice de ses fonctions. |
| 16 | 1er mars 1947               | Pierre Dupong (1er novembre 1885 - 23 décembre 1953) | 14 juillet 1948             | Dupong-Schaus                  | CSV             | CSV–GD               |                     |               | Membre fondateur du Parti de la droite (1914). Membre de la Chambre des députés (1916-1917 ; 1919-1925). Directeur général, puis, à partir de 1936, Ministre des Finances, de la Prévoyance sociale et du Travail (1926-1937). Ministre d'État, Président du gouvernement. Création de Conseils de prud'hommes (1938). Fêtes commémoratives du centenaire de l'indépendance (1939). Invasion du Luxembourg par l'Allemagne nazie (10 mai 1940). Occupation allemande du Luxembourg pendant la Seconde Guerre mondiale (1940-1945). Gustav Simon est nommé Chef der Zivilverwaltung (29 juillet 1940). Recensement de la population par l'occupant (lb) (10 octobre 1941). Gustav Simon introduit le service militaire obligatoire au Luxembourg (30 août 1942). Grèves spontanées pour protester contre l'enrôlement de force (31 août 1942). Signature de la convention du Benelux à Londres (5 septembre 1944). Libération de la ville de Luxembourg (10 septembre 1944). Offensive allemande des Ardennes (16 décembre 1944). Libération de Vianden (22 février 1945). Institution d'une Assemblée consultative (22 février 1945). Capitulation sans condition de l'Allemagne (8 mai 1945). Fondation de la Société nationale des chemins de fer luxembourgeois (CFL) (14 mai 1946). Il meurt dans l'exercice de ses fonctions. |
| 16 | 14 juillet 1948             | Pierre Dupong (1er novembre 1885 - 23 décembre 1953) | 3 juillet 1951              | Dupong-Schaus                  | CSV             | CSV–GD               |                     |               | Membre fondateur du Parti de la droite (1914). Membre de la Chambre des députés (1916-1917 ; 1919-1925). Directeur général, puis, à partir de 1936, Ministre des Finances, de la Prévoyance sociale et du Travail (1926-1937). Ministre d'État, Président du gouvernement. Création de Conseils de prud'hommes (1938). Fêtes commémoratives du centenaire de l'indépendance (1939). Invasion du Luxembourg par l'Allemagne nazie (10 mai 1940). Occupation allemande du Luxembourg pendant la Seconde Guerre mondiale (1940-1945). Gustav Simon est nommé Chef der Zivilverwaltung (29 juillet 1940). Recensement de la population par l'occupant (lb) (10 octobre 1941). Gustav Simon introduit le service militaire obligatoire au Luxembourg (30 août 1942). Grèves spontanées pour protester contre l'enrôlement de force (31 août 1942). Signature de la convention du Benelux à Londres (5 septembre 1944). Libération de la ville de Luxembourg (10 septembre 1944). Offensive allemande des Ardennes (16 décembre 1944). Libération de Vianden (22 février 1945). Institution d'une Assemblée consultative (22 février 1945). Capitulation sans condition de l'Allemagne (8 mai 1945). Fondation de la Société nationale des chemins de fer luxembourgeois (CFL) (14 mai 1946). Il meurt dans l'exercice de ses fonctions. |
| 16 | 3 juillet 1951              | Pierre Dupong (1er novembre 1885 - 23 décembre 1953) | 23 décembre 1953            | Dupong-Bodson                  | CSV             | CSV–LSAP             |                     |               | Membre fondateur du Parti de la droite (1914). Membre de la Chambre des députés (1916-1917 ; 1919-1925). Directeur général, puis, à partir de 1936, Ministre des Finances, de la Prévoyance sociale et du Travail (1926-1937). Ministre d'État, Président du gouvernement. Création de Conseils de prud'hommes (1938). Fêtes commémoratives du centenaire de l'indépendance (1939). Invasion du Luxembourg par l'Allemagne nazie (10 mai 1940). Occupation allemande du Luxembourg pendant la Seconde Guerre mondiale (1940-1945). Gustav Simon est nommé Chef der Zivilverwaltung (29 juillet 1940). Recensement de la population par l'occupant (lb) (10 octobre 1941). Gustav Simon introduit le service militaire obligatoire au Luxembourg (30 août 1942). Grèves spontanées pour protester contre l'enrôlement de force (31 août 1942). Signature de la convention du Benelux à Londres (5 septembre 1944). Libération de la ville de Luxembourg (10 septembre 1944). Offensive allemande des Ardennes (16 décembre 1944). Libération de Vianden (22 février 1945). Institution d'une Assemblée consultative (22 février 1945). Capitulation sans condition de l'Allemagne (8 mai 1945). Fondation de la Société nationale des chemins de fer luxembourgeois (CFL) (14 mai 1946). Il meurt dans l'exercice de ses fonctions. |
| 16 | - 1945 - 1948 - 1951        | Pierre Dupong (1er novembre 1885 - 23 décembre 1953) |                             | Dupong-Bodson                  | CSV             | CSV–LSAP             |                     |               | Membre fondateur du Parti de la droite (1914). Membre de la Chambre des députés (1916-1917 ; 1919-1925). Directeur général, puis, à partir de 1936, Ministre des Finances, de la Prévoyance sociale et du Travail (1926-1937). Ministre d'État, Président du gouvernement. Création de Conseils de prud'hommes (1938). Fêtes commémoratives du centenaire de l'indépendance (1939). Invasion du Luxembourg par l'Allemagne nazie (10 mai 1940). Occupation allemande du Luxembourg pendant la Seconde Guerre mondiale (1940-1945). Gustav Simon est nommé Chef der Zivilverwaltung (29 juillet 1940). Recensement de la population par l'occupant (lb) (10 octobre 1941). Gustav Simon introduit le service militaire obligatoire au Luxembourg (30 août 1942). Grèves spontanées pour protester contre l'enrôlement de force (31 août 1942). Signature de la convention du Benelux à Londres (5 septembre 1944). Libération de la ville de Luxembourg (10 septembre 1944). Offensive allemande des Ardennes (16 décembre 1944). Libération de Vianden (22 février 1945). Institution d'une Assemblée consultative (22 février 1945). Capitulation sans condition de l'Allemagne (8 mai 1945). Fondation de la Société nationale des chemins de fer luxembourgeois (CFL) (14 mai 1946). Il meurt dans l'exercice de ses fonctions. |
| —  |                             | Joseph Bech (17 février 1887 - 8 mars 1975)          | 29 décembre 1953            | 29 juin 1954                   |                 | CSV                  | Bech-Bodson         | CSV–LSAP      | Ministre des Affaires étrangères (1937-1947). Ministre des Affaires étrangères et du Commerce extérieur (1947-1951). Ministre des Affaires étrangères, du Commerce extérieur et de la Force armée (1951-1953). Ministre d'État, Président du gouvernement. Début des émissions de Télé-Luxembourg (1955). Il démissionne de ses fonctions. |
| —  | 29 juin 1954                | Joseph Bech (17 février 1887 - 8 mars 1975)          | 29 mars 1958                |                                |                 | CSV                  | Bech-Bodson         | CSV–LSAP      | Ministre des Affaires étrangères (1937-1947). Ministre des Affaires étrangères et du Commerce extérieur (1947-1951). Ministre des Affaires étrangères, du Commerce extérieur et de la Force armée (1951-1953). Ministre d'État, Président du gouvernement. Début des émissions de Télé-Luxembourg (1955). Il démissionne de ses fonctions. |
| —  | 1954                        | Joseph Bech (17 février 1887 - 8 mars 1975)          |                             |                                |                 | CSV                  | Bech-Bodson         | CSV–LSAP      | Ministre des Affaires étrangères (1937-1947). Ministre des Affaires étrangères et du Commerce extérieur (1947-1951). Ministre des Affaires étrangères, du Commerce extérieur et de la Force armée (1951-1953). Ministre d'État, Président du gouvernement. Début des émissions de Télé-Luxembourg (1955). Il démissionne de ses fonctions. |
| 17 |                             | Pierre Frieden (28 octobre 1892 - 23 février 1959)   | 29 mars 1958                | 23 février 1959                |                 | CSV                  | Frieden             | CSV–LSAP      | Professeur au Gymnase de Diekirch, à l'Athénée de Luxembourg et aux Cours supérieurs (1919-1940). Ministre de l'Instruction publique (1944-1945). Ministre de l'Éducation nationale (1945). Membre du Conseil d'État (1945-1948). Ministre de l'Éducation nationale (1948-1951). Ministre de l'Éducation nationale, de la Population et de la Famille, et de l'Intérieur (1951-1958). Ministre d'État, Président du gouvernement. Organisation de la Bibliothèque nationale et des Archives de l'État (1958). Il meurt dans l'exercice de ses fonctions. |
| 17 | 1959                        | Pierre Frieden (28 octobre 1892 - 23 février 1959)   |                             |                                |                 | CSV                  | Frieden             | CSV–LSAP      | Professeur au Gymnase de Diekirch, à l'Athénée de Luxembourg et aux Cours supérieurs (1919-1940). Ministre de l'Instruction publique (1944-1945). Ministre de l'Éducation nationale (1945). Membre du Conseil d'État (1945-1948). Ministre de l'Éducation nationale (1948-1951). Ministre de l'Éducation nationale, de la Population et de la Famille, et de l'Intérieur (1951-1958). Ministre d'État, Président du gouvernement. Organisation de la Bibliothèque nationale et des Archives de l'État (1958). Il meurt dans l'exercice de ses fonctions. |
| 18 |                             | Pierre Werner (29 décembre 1913 - 24 juin 2002)      | 2 mars 1959                 | 15 juillet 1964                |                 | CSV                  | Werner-Schaus I     | CSV–DP        | Employé à la Banque générale (1939). Commissaire au contrôle des banques (1945). Ministre des Finances et de la Force armée (1953-1959). Président du gouvernement, ministre d'État. Fêtes du millénaire de la ville de Luxembourg (1963). Institution d'un Conseil économique et social (1966). Abolition du service militaire obligatoire (1967). Les élections du 26 mai 1974 bouleversent le paysage politique, le Parti populaire chrétien-social passe dans l'opposition. |
| 18 | 15 juillet 1964             | Pierre Werner (29 décembre 1913 - 24 juin 2002)      | 3 janvier 1967              | Werner-Cravatte                | CSV–LSAP        | CSV                  |                     |               | Employé à la Banque générale (1939). Commissaire au contrôle des banques (1945). Ministre des Finances et de la Force armée (1953-1959). Président du gouvernement, ministre d'État. Fêtes du millénaire de la ville de Luxembourg (1963). Institution d'un Conseil économique et social (1966). Abolition du service militaire obligatoire (1967). Les élections du 26 mai 1974 bouleversent le paysage politique, le Parti populaire chrétien-social passe dans l'opposition. |
| 18 | 3 janvier 1967              | Pierre Werner (29 décembre 1913 - 24 juin 2002)      | 6 février 1969              | Werner-Cravatte                | CSV–LSAP        | CSV                  |                     |               | Employé à la Banque générale (1939). Commissaire au contrôle des banques (1945). Ministre des Finances et de la Force armée (1953-1959). Président du gouvernement, ministre d'État. Fêtes du millénaire de la ville de Luxembourg (1963). Institution d'un Conseil économique et social (1966). Abolition du service militaire obligatoire (1967). Les élections du 26 mai 1974 bouleversent le paysage politique, le Parti populaire chrétien-social passe dans l'opposition. |
| 18 | 6 février 1969              | Pierre Werner (29 décembre 1913 - 24 juin 2002)      | 5 juillet 1971              | Werner-Schaus II               | DP–LSAP         | CSV                  |                     |               | Employé à la Banque générale (1939). Commissaire au contrôle des banques (1945). Ministre des Finances et de la Force armée (1953-1959). Président du gouvernement, ministre d'État. Fêtes du millénaire de la ville de Luxembourg (1963). Institution d'un Conseil économique et social (1966). Abolition du service militaire obligatoire (1967). Les élections du 26 mai 1974 bouleversent le paysage politique, le Parti populaire chrétien-social passe dans l'opposition. |
| 18 | 5 juillet 1971              | Pierre Werner (29 décembre 1913 - 24 juin 2002)      | 19 septembre 1972           | Werner-Schaus II               | DP–LSAP         | CSV                  |                     |               | Employé à la Banque générale (1939). Commissaire au contrôle des banques (1945). Ministre des Finances et de la Force armée (1953-1959). Président du gouvernement, ministre d'État. Fêtes du millénaire de la ville de Luxembourg (1963). Institution d'un Conseil économique et social (1966). Abolition du service militaire obligatoire (1967). Les élections du 26 mai 1974 bouleversent le paysage politique, le Parti populaire chrétien-social passe dans l'opposition. |
| 18 | 19 septembre 1972           | Pierre Werner (29 décembre 1913 - 24 juin 2002)      | 15 juin 1974                | Werner-Schaus II               | DP–LSAP         | CSV                  |                     |               | Employé à la Banque générale (1939). Commissaire au contrôle des banques (1945). Ministre des Finances et de la Force armée (1953-1959). Président du gouvernement, ministre d'État. Fêtes du millénaire de la ville de Luxembourg (1963). Institution d'un Conseil économique et social (1966). Abolition du service militaire obligatoire (1967). Les élections du 26 mai 1974 bouleversent le paysage politique, le Parti populaire chrétien-social passe dans l'opposition. |
| 18 | - 1964 - 1968               | Pierre Werner (29 décembre 1913 - 24 juin 2002)      |                             | Werner-Schaus II               | DP–LSAP         | CSV                  |                     |               | Employé à la Banque générale (1939). Commissaire au contrôle des banques (1945). Ministre des Finances et de la Force armée (1953-1959). Président du gouvernement, ministre d'État. Fêtes du millénaire de la ville de Luxembourg (1963). Institution d'un Conseil économique et social (1966). Abolition du service militaire obligatoire (1967). Les élections du 26 mai 1974 bouleversent le paysage politique, le Parti populaire chrétien-social passe dans l'opposition. |
| 19 |                             | Gaston Thorn (3 septembre 1928 - 26 août 2007)       | 15 juin 1974                | 21 juillet 1976                |                 | DP                   | Thorn-Vouel-Berg    | DP–LSAP       | Membre de la Chambre des députés (1959-1964 ; 1964-1968). Échevin de la ville de Luxembourg (1961-1963). Ministre des Affaires étrangères et du Commerce extérieur, ministre de la Fonction publique, ministre de l'Éducation physique et des Sports (1969-1974). Président du gouvernement, ministre d'État. Élection de Gaston Thorn à la présidence de l'Assemblée générale des Nations unies (1975). Abolition de la peine de mort (1979). |
| 19 | 21 juillet 1976             | Gaston Thorn (3 septembre 1928 - 26 août 2007)       | 16 septembre 1977           |                                |                 | DP                   | Thorn-Vouel-Berg    | DP–LSAP       | Membre de la Chambre des députés (1959-1964 ; 1964-1968). Échevin de la ville de Luxembourg (1961-1963). Ministre des Affaires étrangères et du Commerce extérieur, ministre de la Fonction publique, ministre de l'Éducation physique et des Sports (1969-1974). Président du gouvernement, ministre d'État. Élection de Gaston Thorn à la présidence de l'Assemblée générale des Nations unies (1975). Abolition de la peine de mort (1979). |
| 19 | 16 septembre 1977           | Gaston Thorn (3 septembre 1928 - 26 août 2007)       | 16 juillet 1979             |                                |                 | DP                   | Thorn-Vouel-Berg    | DP–LSAP       | Membre de la Chambre des députés (1959-1964 ; 1964-1968). Échevin de la ville de Luxembourg (1961-1963). Ministre des Affaires étrangères et du Commerce extérieur, ministre de la Fonction publique, ministre de l'Éducation physique et des Sports (1969-1974). Président du gouvernement, ministre d'État. Élection de Gaston Thorn à la présidence de l'Assemblée générale des Nations unies (1975). Abolition de la peine de mort (1979). |
| 19 | 1974                        | Gaston Thorn (3 septembre 1928 - 26 août 2007)       |                             |                                |                 | DP                   | Thorn-Vouel-Berg    | DP–LSAP       | Membre de la Chambre des députés (1959-1964 ; 1964-1968). Échevin de la ville de Luxembourg (1961-1963). Ministre des Affaires étrangères et du Commerce extérieur, ministre de la Fonction publique, ministre de l'Éducation physique et des Sports (1969-1974). Président du gouvernement, ministre d'État. Élection de Gaston Thorn à la présidence de l'Assemblée générale des Nations unies (1975). Abolition de la peine de mort (1979). |
| ─  |                             | Pierre Werner (29 décembre 1913 - 24 juin 2002)      | 16 juillet 1979             | 3 mars 1980                    |                 | CSV                  | Werner-Thorn-Flesch | CSV–DP        | Président du gouvernement, ministre d'État. Gaston Thorn est nommé président de la Commission des Communautés européennes (1980). Dévaluation de 8,5 % des francs belge et luxembourgeois (1982). Loi sur le régime des langues (1984). Il démissionne de ses fonctions et se retire de la vie politique active. |
| ─  | 3 mars 1980                 | Pierre Werner (29 décembre 1913 - 24 juin 2002)      | 22 novembre 1980            |                                |                 | CSV                  | Werner-Thorn-Flesch | CSV–DP        | Président du gouvernement, ministre d'État. Gaston Thorn est nommé président de la Commission des Communautés européennes (1980). Dévaluation de 8,5 % des francs belge et luxembourgeois (1982). Loi sur le régime des langues (1984). Il démissionne de ses fonctions et se retire de la vie politique active. |
| ─  | 22 novembre 1980            | Pierre Werner (29 décembre 1913 - 24 juin 2002)      | 21 décembre 1982            |                                |                 | CSV                  | Werner-Thorn-Flesch | CSV–DP        | Président du gouvernement, ministre d'État. Gaston Thorn est nommé président de la Commission des Communautés européennes (1980). Dévaluation de 8,5 % des francs belge et luxembourgeois (1982). Loi sur le régime des langues (1984). Il démissionne de ses fonctions et se retire de la vie politique active. |
| ─  | 21 décembre 1982            | Pierre Werner (29 décembre 1913 - 24 juin 2002)      | 20 juillet 1984             |                                |                 | CSV                  | Werner-Thorn-Flesch | CSV–DP        | Président du gouvernement, ministre d'État. Gaston Thorn est nommé président de la Commission des Communautés européennes (1980). Dévaluation de 8,5 % des francs belge et luxembourgeois (1982). Loi sur le régime des langues (1984). Il démissionne de ses fonctions et se retire de la vie politique active. |
| ─  | 1979                        | Pierre Werner (29 décembre 1913 - 24 juin 2002)      |                             |                                |                 | CSV                  | Werner-Thorn-Flesch | CSV–DP        | Président du gouvernement, ministre d'État. Gaston Thorn est nommé président de la Commission des Communautés européennes (1980). Dévaluation de 8,5 % des francs belge et luxembourgeois (1982). Loi sur le régime des langues (1984). Il démissionne de ses fonctions et se retire de la vie politique active. |
| 20 |                             | Jacques Santer (né le 18 mai 1937)                   | 20 juillet 1984             | 14 juillet 1989                |                 | CSV                  | Santer-Poos I       | CSV–LSAP      | Secrétaire d'État au ministère d'État, au Travail et à la Sécurité sociale (1972-1974). Ministre des Finances, ministre du Travail et de la Sécurité sociale ; ministre de la Famille, du Logement social et de la Solidarité sociale a.i. du 16 juillet 1979 au 3 mars 1980 (1979-1984). Président du gouvernement, ministre d'État, ministre des Finances (à partir du 14 juillet 1989 : Premier ministre, ministre d'État, ministre du Trésor et ministre des Affaires culturelles). Série d'attentats au Luxembourg (1985). Attribution du prix Charlemagne au peuple luxembourgeois (1986). Festivités du 150e anniversaire de l'indépendance (1989). RTL diffuse pour la première fois un journal télévisé quotidien en langue luxembourgeoise (1991). Il démissionne de ses fonctions en raison de sa nomination à la présidence de la Commission européenne. |
| 20 | 14 juillet 1989             | Jacques Santer (né le 18 mai 1937)                   | 9 décembre 1992             | Santer-Poos II                 |                 | CSV                  |                     | CSV–LSAP      | Secrétaire d'État au ministère d'État, au Travail et à la Sécurité sociale (1972-1974). Ministre des Finances, ministre du Travail et de la Sécurité sociale ; ministre de la Famille, du Logement social et de la Solidarité sociale a.i. du 16 juillet 1979 au 3 mars 1980 (1979-1984). Président du gouvernement, ministre d'État, ministre des Finances (à partir du 14 juillet 1989 : Premier ministre, ministre d'État, ministre du Trésor et ministre des Affaires culturelles). Série d'attentats au Luxembourg (1985). Attribution du prix Charlemagne au peuple luxembourgeois (1986). Festivités du 150e anniversaire de l'indépendance (1989). RTL diffuse pour la première fois un journal télévisé quotidien en langue luxembourgeoise (1991). Il démissionne de ses fonctions en raison de sa nomination à la présidence de la Commission européenne. |
| 20 | 9 décembre 1992             | Jacques Santer (né le 18 mai 1937)                   | 13 juillet 1994             | Santer-Poos II                 |                 | CSV                  |                     | CSV–LSAP      | Secrétaire d'État au ministère d'État, au Travail et à la Sécurité sociale (1972-1974). Ministre des Finances, ministre du Travail et de la Sécurité sociale ; ministre de la Famille, du Logement social et de la Solidarité sociale a.i. du 16 juillet 1979 au 3 mars 1980 (1979-1984). Président du gouvernement, ministre d'État, ministre des Finances (à partir du 14 juillet 1989 : Premier ministre, ministre d'État, ministre du Trésor et ministre des Affaires culturelles). Série d'attentats au Luxembourg (1985). Attribution du prix Charlemagne au peuple luxembourgeois (1986). Festivités du 150e anniversaire de l'indépendance (1989). RTL diffuse pour la première fois un journal télévisé quotidien en langue luxembourgeoise (1991). Il démissionne de ses fonctions en raison de sa nomination à la présidence de la Commission européenne. |
| 20 | 13 juillet 1994             | Jacques Santer (né le 18 mai 1937)                   | 20 janvier 1995             | Santer-Poos III                |                 | CSV                  |                     | CSV–LSAP      | Secrétaire d'État au ministère d'État, au Travail et à la Sécurité sociale (1972-1974). Ministre des Finances, ministre du Travail et de la Sécurité sociale ; ministre de la Famille, du Logement social et de la Solidarité sociale a.i. du 16 juillet 1979 au 3 mars 1980 (1979-1984). Président du gouvernement, ministre d'État, ministre des Finances (à partir du 14 juillet 1989 : Premier ministre, ministre d'État, ministre du Trésor et ministre des Affaires culturelles). Série d'attentats au Luxembourg (1985). Attribution du prix Charlemagne au peuple luxembourgeois (1986). Festivités du 150e anniversaire de l'indépendance (1989). RTL diffuse pour la première fois un journal télévisé quotidien en langue luxembourgeoise (1991). Il démissionne de ses fonctions en raison de sa nomination à la présidence de la Commission européenne. |
| 20 | - 1984 - 1989 - 1994        | Jacques Santer (né le 18 mai 1937)                   |                             | Santer-Poos III                |                 | CSV                  |                     | CSV–LSAP      | Secrétaire d'État au ministère d'État, au Travail et à la Sécurité sociale (1972-1974). Ministre des Finances, ministre du Travail et de la Sécurité sociale ; ministre de la Famille, du Logement social et de la Solidarité sociale a.i. du 16 juillet 1979 au 3 mars 1980 (1979-1984). Président du gouvernement, ministre d'État, ministre des Finances (à partir du 14 juillet 1989 : Premier ministre, ministre d'État, ministre du Trésor et ministre des Affaires culturelles). Série d'attentats au Luxembourg (1985). Attribution du prix Charlemagne au peuple luxembourgeois (1986). Festivités du 150e anniversaire de l'indépendance (1989). RTL diffuse pour la première fois un journal télévisé quotidien en langue luxembourgeoise (1991). Il démissionne de ses fonctions en raison de sa nomination à la présidence de la Commission européenne. |
| 21 |                             | Jean-Claude Juncker (né le 9 décembre 1954)          | 20 janvier 1995             | 26 janvier 1995                |                 | CSV                  | Juncker-Poos I      | CSV–LSAP      | Secrétaire d'État au Travail et à la Sécurité sociale (1982-1984). Ministre du Travail, délégué aux Finances et chargé du Budget (1984-1989). Ministre des Finances et du Travail (1989-1995). Gouverneur de la Banque mondiale (1995). Président du Parti populaire chrétien-social (1990-1995). Premier ministre, ministre d'État. Convention de Schengen (1995). Présidence luxembourgeoise du Conseil de l'Union européenne (1er juillet au 31 décembre 1997). Création de la Banque centrale du Luxembourg (1998). Fusion de la police et de la gendarmerie en un seul corps appelé police grand-ducale (2000). Entrée en circulation de l'euro (2002). Présidence luxembourgeoise du Conseil de l'Union européenne (1er janvier au 30 juin 2005). Référendum sur le traité établissant une Constitution pour l'Europe (10 juillet 2005). Loi sur l'euthanasie et l'assistance au suicide (2009). Il démissionne de ses fonctions à la suite d'un scandale concernant les services de renseignement. |
| 21 | 26 janvier 1995             | Jean-Claude Juncker (né le 9 décembre 1954)          | 30 janvier 1998             | Juncker-Poos II                |                 | CSV                  |                     | CSV–LSAP      | Secrétaire d'État au Travail et à la Sécurité sociale (1982-1984). Ministre du Travail, délégué aux Finances et chargé du Budget (1984-1989). Ministre des Finances et du Travail (1989-1995). Gouverneur de la Banque mondiale (1995). Président du Parti populaire chrétien-social (1990-1995). Premier ministre, ministre d'État. Convention de Schengen (1995). Présidence luxembourgeoise du Conseil de l'Union européenne (1er juillet au 31 décembre 1997). Création de la Banque centrale du Luxembourg (1998). Fusion de la police et de la gendarmerie en un seul corps appelé police grand-ducale (2000). Entrée en circulation de l'euro (2002). Présidence luxembourgeoise du Conseil de l'Union européenne (1er janvier au 30 juin 2005). Référendum sur le traité établissant une Constitution pour l'Europe (10 juillet 2005). Loi sur l'euthanasie et l'assistance au suicide (2009). Il démissionne de ses fonctions à la suite d'un scandale concernant les services de renseignement. |
| 21 | 30 janvier 1998             | Jean-Claude Juncker (né le 9 décembre 1954)          | 7 août 1999                 | Juncker-Poos II                |                 | CSV                  |                     | CSV–LSAP      | Secrétaire d'État au Travail et à la Sécurité sociale (1982-1984). Ministre du Travail, délégué aux Finances et chargé du Budget (1984-1989). Ministre des Finances et du Travail (1989-1995). Gouverneur de la Banque mondiale (1995). Président du Parti populaire chrétien-social (1990-1995). Premier ministre, ministre d'État. Convention de Schengen (1995). Présidence luxembourgeoise du Conseil de l'Union européenne (1er juillet au 31 décembre 1997). Création de la Banque centrale du Luxembourg (1998). Fusion de la police et de la gendarmerie en un seul corps appelé police grand-ducale (2000). Entrée en circulation de l'euro (2002). Présidence luxembourgeoise du Conseil de l'Union européenne (1er janvier au 30 juin 2005). Référendum sur le traité établissant une Constitution pour l'Europe (10 juillet 2005). Loi sur l'euthanasie et l'assistance au suicide (2009). Il démissionne de ses fonctions à la suite d'un scandale concernant les services de renseignement. |
| 21 | 7 août 1999                 | Jean-Claude Juncker (né le 9 décembre 1954)          | 31 juillet 2004             | Juncker-Polfer                 | CSV–DP          | CSV                  |                     |               | Secrétaire d'État au Travail et à la Sécurité sociale (1982-1984). Ministre du Travail, délégué aux Finances et chargé du Budget (1984-1989). Ministre des Finances et du Travail (1989-1995). Gouverneur de la Banque mondiale (1995). Président du Parti populaire chrétien-social (1990-1995). Premier ministre, ministre d'État. Convention de Schengen (1995). Présidence luxembourgeoise du Conseil de l'Union européenne (1er juillet au 31 décembre 1997). Création de la Banque centrale du Luxembourg (1998). Fusion de la police et de la gendarmerie en un seul corps appelé police grand-ducale (2000). Entrée en circulation de l'euro (2002). Présidence luxembourgeoise du Conseil de l'Union européenne (1er janvier au 30 juin 2005). Référendum sur le traité établissant une Constitution pour l'Europe (10 juillet 2005). Loi sur l'euthanasie et l'assistance au suicide (2009). Il démissionne de ses fonctions à la suite d'un scandale concernant les services de renseignement. |
| 21 | 31 juillet 2004             | Jean-Claude Juncker (né le 9 décembre 1954)          | 22 février 2006             | Juncker-Asselborn I            | CSV–LSAP        | CSV                  |                     |               | Secrétaire d'État au Travail et à la Sécurité sociale (1982-1984). Ministre du Travail, délégué aux Finances et chargé du Budget (1984-1989). Ministre des Finances et du Travail (1989-1995). Gouverneur de la Banque mondiale (1995). Président du Parti populaire chrétien-social (1990-1995). Premier ministre, ministre d'État. Convention de Schengen (1995). Présidence luxembourgeoise du Conseil de l'Union européenne (1er juillet au 31 décembre 1997). Création de la Banque centrale du Luxembourg (1998). Fusion de la police et de la gendarmerie en un seul corps appelé police grand-ducale (2000). Entrée en circulation de l'euro (2002). Présidence luxembourgeoise du Conseil de l'Union européenne (1er janvier au 30 juin 2005). Référendum sur le traité établissant une Constitution pour l'Europe (10 juillet 2005). Loi sur l'euthanasie et l'assistance au suicide (2009). Il démissionne de ses fonctions à la suite d'un scandale concernant les services de renseignement. |
| 21 | 22 février 2006             | Jean-Claude Juncker (né le 9 décembre 1954)          | 23 juillet 2009             | Juncker-Asselborn I            | CSV–LSAP        | CSV                  |                     |               | Secrétaire d'État au Travail et à la Sécurité sociale (1982-1984). Ministre du Travail, délégué aux Finances et chargé du Budget (1984-1989). Ministre des Finances et du Travail (1989-1995). Gouverneur de la Banque mondiale (1995). Président du Parti populaire chrétien-social (1990-1995). Premier ministre, ministre d'État. Convention de Schengen (1995). Présidence luxembourgeoise du Conseil de l'Union européenne (1er juillet au 31 décembre 1997). Création de la Banque centrale du Luxembourg (1998). Fusion de la police et de la gendarmerie en un seul corps appelé police grand-ducale (2000). Entrée en circulation de l'euro (2002). Présidence luxembourgeoise du Conseil de l'Union européenne (1er janvier au 30 juin 2005). Référendum sur le traité établissant une Constitution pour l'Europe (10 juillet 2005). Loi sur l'euthanasie et l'assistance au suicide (2009). Il démissionne de ses fonctions à la suite d'un scandale concernant les services de renseignement. |
| 21 | 23 juillet 2009             | Jean-Claude Juncker (né le 9 décembre 1954)          | 1er février 2012            | Juncker-Asselborn II           | CSV–LSAP        | CSV                  |                     |               | Secrétaire d'État au Travail et à la Sécurité sociale (1982-1984). Ministre du Travail, délégué aux Finances et chargé du Budget (1984-1989). Ministre des Finances et du Travail (1989-1995). Gouverneur de la Banque mondiale (1995). Président du Parti populaire chrétien-social (1990-1995). Premier ministre, ministre d'État. Convention de Schengen (1995). Présidence luxembourgeoise du Conseil de l'Union européenne (1er juillet au 31 décembre 1997). Création de la Banque centrale du Luxembourg (1998). Fusion de la police et de la gendarmerie en un seul corps appelé police grand-ducale (2000). Entrée en circulation de l'euro (2002). Présidence luxembourgeoise du Conseil de l'Union européenne (1er janvier au 30 juin 2005). Référendum sur le traité établissant une Constitution pour l'Europe (10 juillet 2005). Loi sur l'euthanasie et l'assistance au suicide (2009). Il démissionne de ses fonctions à la suite d'un scandale concernant les services de renseignement. |
| 21 | 1er février 2012            | Jean-Claude Juncker (né le 9 décembre 1954)          | 30 avril 2013               | Juncker-Asselborn II           | CSV–LSAP        | CSV                  |                     |               | Secrétaire d'État au Travail et à la Sécurité sociale (1982-1984). Ministre du Travail, délégué aux Finances et chargé du Budget (1984-1989). Ministre des Finances et du Travail (1989-1995). Gouverneur de la Banque mondiale (1995). Président du Parti populaire chrétien-social (1990-1995). Premier ministre, ministre d'État. Convention de Schengen (1995). Présidence luxembourgeoise du Conseil de l'Union européenne (1er juillet au 31 décembre 1997). Création de la Banque centrale du Luxembourg (1998). Fusion de la police et de la gendarmerie en un seul corps appelé police grand-ducale (2000). Entrée en circulation de l'euro (2002). Présidence luxembourgeoise du Conseil de l'Union européenne (1er janvier au 30 juin 2005). Référendum sur le traité établissant une Constitution pour l'Europe (10 juillet 2005). Loi sur l'euthanasie et l'assistance au suicide (2009). Il démissionne de ses fonctions à la suite d'un scandale concernant les services de renseignement. |
| 21 | 30 avril 2013               | Jean-Claude Juncker (né le 9 décembre 1954)          | 4 décembre 2013             | Juncker-Asselborn II           | CSV–LSAP        | CSV                  |                     |               | Secrétaire d'État au Travail et à la Sécurité sociale (1982-1984). Ministre du Travail, délégué aux Finances et chargé du Budget (1984-1989). Ministre des Finances et du Travail (1989-1995). Gouverneur de la Banque mondiale (1995). Président du Parti populaire chrétien-social (1990-1995). Premier ministre, ministre d'État. Convention de Schengen (1995). Présidence luxembourgeoise du Conseil de l'Union européenne (1er juillet au 31 décembre 1997). Création de la Banque centrale du Luxembourg (1998). Fusion de la police et de la gendarmerie en un seul corps appelé police grand-ducale (2000). Entrée en circulation de l'euro (2002). Présidence luxembourgeoise du Conseil de l'Union européenne (1er janvier au 30 juin 2005). Référendum sur le traité établissant une Constitution pour l'Europe (10 juillet 2005). Loi sur l'euthanasie et l'assistance au suicide (2009). Il démissionne de ses fonctions à la suite d'un scandale concernant les services de renseignement. |
| 21 | - 1999 - 2004 - 2009        | Jean-Claude Juncker (né le 9 décembre 1954)          |                             | Juncker-Asselborn II           | CSV–LSAP        | CSV                  |                     |               | Secrétaire d'État au Travail et à la Sécurité sociale (1982-1984). Ministre du Travail, délégué aux Finances et chargé du Budget (1984-1989). Ministre des Finances et du Travail (1989-1995). Gouverneur de la Banque mondiale (1995). Président du Parti populaire chrétien-social (1990-1995). Premier ministre, ministre d'État. Convention de Schengen (1995). Présidence luxembourgeoise du Conseil de l'Union européenne (1er juillet au 31 décembre 1997). Création de la Banque centrale du Luxembourg (1998). Fusion de la police et de la gendarmerie en un seul corps appelé police grand-ducale (2000). Entrée en circulation de l'euro (2002). Présidence luxembourgeoise du Conseil de l'Union européenne (1er janvier au 30 juin 2005). Référendum sur le traité établissant une Constitution pour l'Europe (10 juillet 2005). Loi sur l'euthanasie et l'assistance au suicide (2009). Il démissionne de ses fonctions à la suite d'un scandale concernant les services de renseignement. |
| 22 |                             | Xavier Bettel (né le 3 mars 1973)                    | 4 décembre 2013             | 28 mars 2014                   |                 | DP                   | Bettel-Schneider    | DP–LSAP–Gréng | Membre de la Chambre des députés (1999-2013). Bourgmestre de la ville de Luxembourg (2011-2013). Premier ministre, ministre d'État. Luxembourg Leaks (2014). Légalisation du mariage homosexuel (2015). Présidence luxembourgeoise du Conseil de l'Union européenne (1er juillet au 31 décembre 2015). Référendum constitutionnel (2015). Mort du Grand-duc Jean (2019). Gratuité des transports publics (2020). Pandémie de Covid-19 (2020-2023). Légalisation du cannabis à usage récréatif (2023). |
| 22 | 28 mars 2014                | Xavier Bettel (né le 3 mars 1973)                    | 18 décembre 2015            |                                |                 | DP                   | Bettel-Schneider    | DP–LSAP–Gréng | Membre de la Chambre des députés (1999-2013). Bourgmestre de la ville de Luxembourg (2011-2013). Premier ministre, ministre d'État. Luxembourg Leaks (2014). Légalisation du mariage homosexuel (2015). Présidence luxembourgeoise du Conseil de l'Union européenne (1er juillet au 31 décembre 2015). Référendum constitutionnel (2015). Mort du Grand-duc Jean (2019). Gratuité des transports publics (2020). Pandémie de Covid-19 (2020-2023). Légalisation du cannabis à usage récréatif (2023). |
| 22 | 18 décembre 2015            | Xavier Bettel (né le 3 mars 1973)                    | 5 décembre 2018             |                                |                 | DP                   | Bettel-Schneider    | DP–LSAP–Gréng | Membre de la Chambre des députés (1999-2013). Bourgmestre de la ville de Luxembourg (2011-2013). Premier ministre, ministre d'État. Luxembourg Leaks (2014). Légalisation du mariage homosexuel (2015). Présidence luxembourgeoise du Conseil de l'Union européenne (1er juillet au 31 décembre 2015). Référendum constitutionnel (2015). Mort du Grand-duc Jean (2019). Gratuité des transports publics (2020). Pandémie de Covid-19 (2020-2023). Légalisation du cannabis à usage récréatif (2023). |
| 22 | 5 décembre 2018             | Xavier Bettel (né le 3 mars 1973)                    | 11 octobre 2019             | Bettel-Schneider-Braz          |                 | DP                   |                     | DP–LSAP–Gréng | Membre de la Chambre des députés (1999-2013). Bourgmestre de la ville de Luxembourg (2011-2013). Premier ministre, ministre d'État. Luxembourg Leaks (2014). Légalisation du mariage homosexuel (2015). Présidence luxembourgeoise du Conseil de l'Union européenne (1er juillet au 31 décembre 2015). Référendum constitutionnel (2015). Mort du Grand-duc Jean (2019). Gratuité des transports publics (2020). Pandémie de Covid-19 (2020-2023). Légalisation du cannabis à usage récréatif (2023). |
| 22 | 11 octobre 2019             | Xavier Bettel (né le 3 mars 1973)                    | 4 février 2020              | Bettel-Schneider-Bausch        |                 | DP                   |                     | DP–LSAP–Gréng | Membre de la Chambre des députés (1999-2013). Bourgmestre de la ville de Luxembourg (2011-2013). Premier ministre, ministre d'État. Luxembourg Leaks (2014). Légalisation du mariage homosexuel (2015). Présidence luxembourgeoise du Conseil de l'Union européenne (1er juillet au 31 décembre 2015). Référendum constitutionnel (2015). Mort du Grand-duc Jean (2019). Gratuité des transports publics (2020). Pandémie de Covid-19 (2020-2023). Légalisation du cannabis à usage récréatif (2023). |
| 22 | 4 février 2020              | Xavier Bettel (né le 3 mars 1973)                    | 17 novembre 2023            | Bettel-Kersch-Bausch           |                 | DP                   |                     | DP–LSAP–Gréng | Membre de la Chambre des députés (1999-2013). Bourgmestre de la ville de Luxembourg (2011-2013). Premier ministre, ministre d'État. Luxembourg Leaks (2014). Légalisation du mariage homosexuel (2015). Présidence luxembourgeoise du Conseil de l'Union européenne (1er juillet au 31 décembre 2015). Référendum constitutionnel (2015). Mort du Grand-duc Jean (2019). Gratuité des transports publics (2020). Pandémie de Covid-19 (2020-2023). Légalisation du cannabis à usage récréatif (2023). |
| 22 | - 2013 - 2018               | Xavier Bettel (né le 3 mars 1973)                    |                             | Bettel-Kersch-Bausch           |                 | DP                   |                     | DP–LSAP–Gréng | Membre de la Chambre des députés (1999-2013). Bourgmestre de la ville de Luxembourg (2011-2013). Premier ministre, ministre d'État. Luxembourg Leaks (2014). Légalisation du mariage homosexuel (2015). Présidence luxembourgeoise du Conseil de l'Union européenne (1er juillet au 31 décembre 2015). Référendum constitutionnel (2015). Mort du Grand-duc Jean (2019). Gratuité des transports publics (2020). Pandémie de Covid-19 (2020-2023). Légalisation du cannabis à usage récréatif (2023). |
| 23 |                             | Luc Frieden (né le 16 septembre 1963)                | 17 novembre 2023            | en cours                       |                 | CSV                  | Frieden             | CSV–DP        | Membre de la Chambre des Députés (1994-1998). Ministre des Finances (1998-2013). Ministre de la Justice (1998-2009). Ministre de la Défense (2004-2006). Ministre des Communications et des Médias (2013). Premier ministre, ministre d'État. Affaire de détournement de fonds de Caritas Luxembourg (2024). |
| 23 | 2023                        | Luc Frieden (né le 16 septembre 1963)                |                             |                                |                 | CSV                  | Frieden             | CSV–DP        | Membre de la Chambre des Députés (1994-1998). Ministre des Finances (1998-2013). Ministre de la Justice (1998-2009). Ministre de la Défense (2004-2006). Ministre des Communications et des Médias (2013). Premier ministre, ministre d'État. Affaire de détournement de fonds de Caritas Luxembourg (2024). |

## Observations générales
Records
- Mandat le plus long : Paul Eyschen (27 ans et 19 jours).
- Mandat le plus court : Mathias Mongenast (25 jours).
- Nombre de mandats : Joseph Bech et Pierre Werner (2 mandats).
- Premier ministre le plus jeune au moment de sa nomination : Pierre Prüm (38 ans).
- Premier ministre le plus vieux au moment de sa nomination : Victor Thorn (72 ans).

Décès pendant le mandat
- Paul Eyschen, mort le 11 octobre 1915.
- Pierre Dupong, mort le 23 décembre 1953.
- Pierre Frieden, mort le 23 février 1959.